# Port lotniczy Lumid Pau
Port lotniczy Lumid Pau (IATA: LUB, ICAO: SYLP) – port lotniczy zlokalizowany w mieście Lumid Pau, w Gujanie.